# Expectations (álbum de Bebe Rexha)
Expectations es el primer álbum de estudio de la cantante y compositora estadounidense Bebe Rexha. Fue lanzado el 22 de junio de 2018 a través de Warner Bros. Records. El álbum fue anunciado después de su colaboración con el dúo de country Florida Georgia Line, «Meant to Be». El 13 de abril de 2018 se realizó el lanzamiento de dos sencillos promocionales titulados «Ferrari» y «2 Souls on Fire» junto a Quavo.

## Antecedentes
Después del lanzamiento del EP All Your Fault: Pt. 2, Bebe comenzó a escribir y componer nuevas canciones para una supuesta tercera entrega de la serie All Your Fault, con su mánager, grabando para su lanzamiento. Sin embargo, parecía que los planes habían cambiado, ya que Rexha reveló que su proyecto se llamaría Expectations a través de un tuit en noviembre de 2017. Bebe reveló la portada el 8 de abril de 2018, con el álbum disponible para pre-ordenar el 13 de abril.

## Lanzamiento y promoción

### Sencillos
El 15 de junio de 2018 se lanzó a la venta el primer sencillo titulado «I'm a Mess», luego de un lanzamiento temprano en la radio en los Estados Unidos. El mismo día se compartió el video con letra del sencillo en el canal oficial de Youtube de la cantante. Fue escrita por Rexha junto a Jussi Karvinen, Justin Tranter, Shelly Peiken y Meredith Brooks, estas últimas fueron incluidas como compositoras debido a que la canción fue inspirada y contiene una estructura léxica similar al tema «Bitch» compuesto en los años 90 por Peiken y Brooks. El 19 de julio de 2018 se estrenó el video musical en el canal de Youtube de Rexha y fue dirigido por Sophie Muller.
Otras canciones
El 11 de agosto de 2017 se lanzó el tema «Meant to Be» como parte del EP All Your Fault: Pt. 2, finalmente el 24 de octubre fue lanzada como segundo sencillo oficial de dicho EP. Gracias a su éxito, la canción fue incluida en el álbum debut titulado Expectations junto a «I Got You» lanzada como primer sencillo del EP All Your Fault: Pt. 1.
El 13 de abril de 2018 se lanzaron dos sencillos promocionales del álbum titulados «Ferrari» y «2 Souls on Fire» a dueto con el rapero Quavo de Migos. El mismo día se compartieron los videos con letra de ambos sencillos. A su vez, el mismo día se lanzó el video vertical de «Ferrari» para la aplicación de streaming Spotify, posteriormente, el 27 de abril, se subió el video en el canal oficial de Youtube de la cantante.

### Interpretaciones en vivo
Como parte de la promoción del álbum, el 22 de junio interpretó «I'm a Mess», además de interpretar «Ferrari», en Good Morning America en Nueva York y el 25 de junio en el programa The Tonight Show Starring Jimmy Fallon.
El 3 de agosto de 2018 se presentó en el concierto Lollapalooza en Chicago donde agregó sus sencillos «Meant to Be» y «I'm a Mess» dentro de su lista de canciones. El 12 de agosto interpretó nuevamente el sencillo «I'm a Mess», esta vez en la entrega de los Teen Choice Awards 2018, sobre una cama gigante junto a un grupo de bailarines, utilizando un vestuario color rosado.
El 14 de agosto se lanzó a la venta en Apple Store el documental musical titulado On the Record: Bebe Rexha - Expectations el cual contiene imágenes del concierto brindado para sus fanáticos y grabado en Nueva York el 14 de junio así como también parte de la grabación del álbum. El 6 de junio se compartió el primer avance del mismo. El 26 de agosto de 2018 interpretó los sencillos «I'm a Mess» y «Meant to Be» junto a Brett Kissel en los premios iHeartRadio Much Music Video Award en Toronto, Canadá. El 16 de septiembre interpreta «I'm a Mess» y «Meant to Be» durante su visita como artista invitada a la casa de Gran Hermano USA, grabado como parte del episodio 36 del reality show. El 19 de septiembre interpretó «Meant to Be» a dueto con la participante Glennis Grace en el programa de televisión America's Got Talent y su sencillo «I'm a Mess». El 26 de septiembre, durante su visita promocional en Francia, interpretó una versión acústica de «I'm a Mess» en la radio NRJ Hit Music Only en el programa "Instant Live".

## Comentarios de la crítica
De acuerdo con Metacritic, que asigna una calificación de 100 a las críticas de los principales críticos, el álbum tiene un puntaje promedio de 65, basado en seis reseñas, indicando “generalmente reseñas positivas”. Neil Z. Yeung de AllMusic vio al álbum como una "una mejora sobre su trío de EP lanzados que logra presentar un pop maduro y progresista de la variedad oscura e introspectiva" y concluyó, "Mientras que podría beneficiarse de un ajuste - el tramo medio frena el impulso - Expectations afirma la destreza en la composición de Rexha, el oído para los ganchos pegadizos y la capacidad de sacar la emoción de la radio pop que de otro modo sería útil". Craig Jenkins del blog Vulture se refirió al álbum como "un escaparate de la versatilidad de su instrumento, que es a la vez alto y abundante y también un poco débil, capaz de alcanzar marcas increíbles en su registro superior a costa de ser un poco estridente". En particular, elogió las ideas intrigantes del álbum, letras lúdicas y ganchos memorables, y lo nombró "uno de los placeres más fáciles de la semana".
Ilana Kaplan y Nick Hasted del The Independent destacó las baladas del álbum "Grace" y "Knees", describiendo a "Expectations" como un "álbum lleno de ofertas pop imperfectas, autocríticas y que empujan los límites". Mike Nied del sitio web Idolator declaró que el álbum "capta perfectamente el espíritu de la superestrella" y que la "voz muy reconocible de Rexha es absolutamente fascinante". Sin embargo, opinó que la inclusión de «Meant to Be» "se siente fuera de lugar", a pesar de ser "su mayor éxito hasta la fecha". Nick Levine de NME percibió a Rexha más como una "cantante emo", mientras que Courtney E. Smith de Refinery29 describió a Rexha como un "antihéroe" y una "mujer peligrosa que juega ferozmente con temas de depresión, falta de autocontrol e imprevisibilidad". Además, Smith expresó que la cantante "hizo un trabajo magistral en pintar una escena nihilista en la que es observadora, y a veces un narrador poco confiable", pero enfatizó la falta de "impresión autobiográfica". Sarah Grant de Rolling Stone escribió que en  Expectations , Rexha "se describe como una heroína atrapada en una torre de marfil creada por ella misma, pero su registro vocal sugiere sensibilidad más que venganza", llamándolo "un impresionante álbum debut lleno de nostálgica angustia". Tommy Monroe de The Quietus declaró que "algunas pistas sí carecen de energía", sin embargo, describió a Rexha como "una cantante no común" y "un camaleón que puede cambiar de voz, mezclarse con cualquier sonido y encontrar el ritmo con cualquier tempo".
En una reseña negativa, Laura Snapes de The Guardian criticó el uso excesivo de Auto-Tune y la "búsqueda desesperada de una identidad" de Rexha a lo largo del álbum, citando a «Ferrari» como la "única canción remotamente distintiva".

## Lista de canciones
- Edición estándar[32]

| Expectations |                                          |                                                                                        |                                                |          |  |
| N.º          | Título                                   | Escritor(es)                                                                           | Productor(es)                                  | Duración |  |
| 1.           | «Ferrari»                                | Bleta Rexha, Asia Whiteacre, Jason Evigan                                              | Evigan, Gian Stonea                            | 3:32     |  |
| 2.           | «I'm a Mess»                             | Rexha, Jussi Karvinen, Justin Tranter, Meredith Brooks, Shelly Peiken                  | Jussifer, Devon Coreya                         | 3:15     |  |
| 3.           | «2 Souls on Fire» (con Quavo)            | Rexha, Quavious Marshall, Lauren Christy, Karvinen, Aaron Zuckerman                    | Jussifer, Zuckermanb                           | 2:50     |  |
| 4.           | «Shining Star»                           | Rexha, Christy, Scott Carter, Alexander Prawl, Dre Pinckney, Jacqetta Singleton        | Ali P, Robot Scott, Pinckney                   | 3:06     |  |
| 5.           | «Knees»                                  | Rexha, Christy, David García, Josh Miller                                              | Garcia                                         | 3:26     |  |
| 6.           | «I Got You»                              | Rexha, Ben Berger, Christy, Jacob Kasher Hindlin, Ryan McMahon, Ryan Rabin             | Captain Cuts                                   | 3:11     |  |
| 7.           | «Self Control»                           | Rexha, Christy, Andrew Wells                                                           | Wells, Coreya                                  | 2:54     |  |
| 8.           | «Sad»                                    | Rexha, Whiteacre, The Monsters and the Strangerz                                       | The Monsters and the Strangerz, Corey,a German | 3:05     |  |
| 9.           | «Mine»                                   | Rexha, Hit-Boy, Nathalia Marshall, Lionchild, Lance Shipp, Rachel Kennedy              | Hit-Boy, Coreya                                | 2:51     |  |
| 10.          | «Steady» (con Tory Lanez)                | Rexha, Daystar Peterson, Louis Bell, Whiteacre                                         | Bell                                           | 3:14     |  |
| 11.          | «Don't Get Any Closer»                   | Rexha, Scott Harris, Karvinen, Emily Warren                                            | Jussifer, Coreya                               | 2:48     |  |
| 12.          | «Grace»                                  | Rexha,Christy, Wells                                                                   | Wells, Corey                                   | 3:16     |  |
| 13.          | «Pillow»                                 | Rexha, Jonathan Yip, Raymond Romulus, Jeremy Reeves, Raymound McCollough II, Whiteacre | The Stereotypes, Coreya                        | 3:36     |  |
| 14.          | «Meant to Be» (con Florida Georgia Line) | Rexha, Tyler Hubbard, Miller, Garcia                                                   | Willshire, Joey Moia                           | 2:43     |  |
| 43:47        |                                          |                                                                                        |                                                |          |  |

| CD edición japonesa bonus tracks |                                                        |                                                     |                                                  |          |  |
| N.º                              | Título                                                 | Escritor(es)                                        | Productor(es)                                    | Duración |  |
| 15.                              | «I Can't Stop Drinking About You» (Chainsmokers Remix) | Rexha, Stefan Johnson, Jordan Johnson, Marcus Lomax | The Monsters and the Strangerz, The Chainsmokers | 4:23     |  |
| 16.                              | «I Got You» (Cheat Codes Remix)                        | Rexha, Berger, Christy, Hindlin, McMahon, Rabin     | Captain Cuts, Cheat Codes                        | 3:19     |  |
| 51:29                            |                                                        |                                                     |                                                  |          |  |

Créditos del sample
- «I'm a Mess» contiene una interpolación de la canción de 1997 «Bitch», interpretada por Meredith Brooks.
- «Mine» contiene una interpolación de la canción de 1995 «Gangsta's Paradise», interpretada por Coolio junto a L.V.

Notas
- a significa un productor vocal adicional.
- b significa un productor adicional.

## Personal
Producción
- A&R – Jeff Levin
- Mitch McCarthy  – mezcla (pistas 1–5, y 7–13)
- Michelle Mancini – masterización

## Posicionamiento en las listas

### Semanales
| País           | Lista                     | Mejor posición |      |
| 2018           | 2018                      | 2018           | 2018 |
| -------------- | ------------------------- | -------------- | ---- |
| Alemania       | Offizielle Top 100        | 55             |      |
| Australia      | ARIA                      | 19             |      |
| Austria        | Ö3 Austria Top 40         | 71             |      |
| Bélgica        | Ultratop Flanders         | 53             |      |
| Bélgica        | Ultratop Wallonia         | 73             |      |
| Canadá         | Billboard Canadian Albums | 16             |      |
| Escocia        | OCC                       | 28             |      |
| España         | PROMUSICAE                | 54             |      |
| Estados Unidos | Billboard 200             | 13             |      |
| Irlanda        | IRMA                      | 40             |      |
| Noruega        | VG-lista                  | 37             |      |
| Nueva Zelanda  | RMNZ Heatseeker Albums    | 1              |      |
| Países Bajos   | MegaCharts                | 58             |      |
| Reino Unido    | OCC UK Albums             | 33             |      |
| Suiza          | Schweizer Hitparade       | 31             |      |

## Certificaciones
| País           | Organismo certificador | Certificación | Ventas/remesas | Ref.   |
| -------------- | ---------------------- | ------------- | -------------- | ------ |
| Canadá         | Music Canada           | Oro           | 40 000         | [ 49 ] |
| Estados Unidos | RIAA                   | Oro           | 500 000        | [ 50 ] |